# أسعد بن زرارة
الصحابي أسعد بن زرارة بن عدس الأنصاري الخزرجي النجاري (توفي سنة 1 هـ) جليل من أوائل من أسلم من أهل يثرب، وأحد الستة الذين بايعوا النبي محمد صلى الله عليه وسلم في بيعة العقبة الأولى، ثم شهد بيعة العقبة الثانية وكان نقيبًا على قبيلته بني النجار، ويُقال إنه كان أصغر النقباء سنًا، وأول من بايع النبي صلى الله عليه وسلم ليلة العقبة. كنيته «أبو أمامة»، ويُلقب بـ «نقيب بني النجار». يُعدّ أول من دعا إلى الإسلام علنًا في المدينة، وأول من استُقبِل في بيته مصعب بن عمير للدعوة بين الأنصار. وتوفي قبيل غزوة بدر، فكان أول من دُفن من الأنصار في الإسلام بالمدينة.
كان من بيت له مكانة مرموقة في المدينة، إذ اختير لاحقًا نقيبًا على قومه بني النجار عند بيعة العقبة الثانية، وكان أصغر النقباء سنًّا، مما يدل على الثقة التي حظي بها بين قومه. وتنتسب والدته إلى قبيلة بني الحارث بن الخزرج، فاجتمع له الشرف من جهة الأب والأم. ولم يُذكر له عقب معروف في كتب التراجم، ويُرجح أنه تُوفي دون أن يترك أبناءً امتدّ لهم أثر في التاريخ. 

## إسلامه
خرج أسعد بن زرارة وذكوان بن عبد قيس إلى مكة يتنافران إلى عتبة بن ربيعة، فسمعا برسول الله -صلى الله عليه وسلم- فأتياه فعرض عليهما الإسلام، وقرأ عليهما القرآن، فأسلما ولم يقربا عتبة بن ربيعة، ورجعا إلى المدينة المنورة فكانا أول من قدم بالإسلام بالمدينة.
قال ابن إسحاق: فلما أراد الله إظهار دينه وإعزاز نبيه، وإنجاز موعوده له، خرج رسول الله صلى الله عليه سلم في الموسم الذي لقيه فيه النفر من الأنصار، فعرض نفسه على قبائل العرب كما كان يصنع في كل موسم، فبينا هو عند العقبة لقى رهطاً من الخزرج أراد الله بهم خيراً.
قال:«أمن موالي يهود؟» قالوا: نعم قال:«أفلا تجلسون أكلمكم؟» قالوا: بلى، فجلسوا معه فدعاهم إلى الله وعرض عليهم الإسلام، وتلا عليهم القرآن، قال: وكان مما صنع الله بهم في الإسلام أن يهود كانوا معهم في بلادهم فكانوا إذا كان بينهم شيء قالوا: إن نبياً مبعوثاً الآن قد أظل زمانه تتبعه، نقتلكم معه قتل عاد وإرم. فلما كلم رسول الله صلى الله عليه وسلم أولئك النفر ودعاهم إلى الله. قال بعضهم لبعض: يا قوم تعلمون والله إنه النبي الذي توعدكم به يهود فلا يسبقنكم إليه، فأجابوه فيما دعاهم إليه بأن صدقوه وقبلوا منه ما عرض عليهم من الإسلام وقالوا له: إنا قد تركنا قومنا، ولا قوم بينهم من العداوة والشر ما بينهم وعسى الله أن يجمعهم بك فسنقدم عليهم فندعوهم إلى أمرك وتقرض عليهم الذي أجبناك إليه من هذا الدين، فإن يجمعنهم الله عليك فلا رجل أعز منك ثم انصرفوا راجعين إلى بلادهم قد آمنوا وصدقوا...

## موقفه مع رسول الله
روى الإمام أحمد بسنده عن جابر قال: مكث رسول الله بمكة عشر سنين يتبع الناس في منازلهم بعكاظ ومجنة وفي المواسم بمنى يقول: «من يؤويني من ينصرني حتى أبلغ رسالة ربي وله الجنة», حتى إن الرجل ليخرج من اليمن أو من مضر كذا قال فيأتيه قومه فيقولون: احذر غلام قريش لا يفتنك ويمشي بين رجالهم وهم يشيرون إليه بالأصابع حتى بعثنا الله إليه من يثرب، فآويناه وصدقناه فيخرج الرجل منا فيؤمن به ويقرئه القرآن، فينقلب إلى أهله فيسلمون بإسلامه، حتى لم يبق دار من دور الأنصار إلا وفيها رهط من المسلمين يظهرون الإسلام ثم ائتمروا جميعًا، فقلنا: حتى متى نترك رسول الله يطرد في جبال مكة ويخاف، فرحل إليه منا سبعون رجلاً حتى قدموا عليه في الموسم، فواعدناه شعب العقبة فاجتمعنا عليه من رجل ورجلين حتى توافينا، فقلنا: يا رسول الله نبايعك، قال: «تبايعوني على السمع والطاعة في النشاط والكسل والنفقة في العسر واليسر، وعلى الأمر بالمعروف والنهي عن المنكر، وأن تقولوا في الله لا تخافون في الله لومة لائم، وعلى أن تنصروني فتمنعوني إذا قدمت عليكم مما تمنعون منه أنفسكم وأزواجكم وأبناءكم ولكم الجنة», قال: فقمنا إليه فبايعناه، وأخذ بيده أسعد بن زرارة وهو من أصغرهم، فقال: رويدًا يا أهل يثرب فإنا لم نضرب أكباد الإبل إلا ونحن نعلم أنه رسول الله، وإن إخراجه اليوم مفارقة العرب كافة وقتل خياركم وأن تعضكم السيوف، فإما أنتم قوم تصبرون على ذلك وأجركم على الله، وإما أنتم قوم تخافون من أنفسكم خبيئة فبينوا ذلك فهو عذر لكم عند الله، قالوا: أمط عنا يا أسعد، فوالله لا ندع هذه البيعة أبدًا ولا نسلبها أبدًا، قال: فقمنا إليه فبايعناه، فأخذ علينا وشرط، ويعطينا على ذلك الجنة.

## ملامح شخصيته
- سرعة استجابته للحق
ويتضح ذلك عندما عرض الرسول على النفر الذين جاءوا إلى عتبة، فلقيهم النبي وعرض عليهم الإسلام وتلا عليهم القرآن فأسلموا، وقيل: إن أول من قدم بالإسلام إلى المدينة كان أسعد بن زرارة.
وسبق القول بأنه ربما يكون أول من بايع بيعة العقبة الثانية.
- إيجابيته في الدعوة
فقد كان يسعى مع مصعب بن عمير بالمدينة ويتضح ذلك في قصة إسلام أسيد بن حضير وسعد بن معاذ.
- عمق فهمه مع حداثة سنه وتقديره للبيعة
ويظهر ذلك من موقفه في بيعة العقبة الثانية، يقول جابر بن عبد الله: فقمنا نبايعه -أي رسول الله- فأخذ بيده أسعد بن زرارة وهو أصغر السبعين، فقال: رويدًا يا أهل يثرب إن لم نضرب إليه أكباد المطي إلا ونحن نعلم أنه رسول الله، إن إخراجه اليوم مفارقة العرب كافة وقتل خياركم وأن تعضكم السيوف، فإما أنتم قوم تصبرون على السيوف إذا مستكم وعلى قتل خياركم وعلى مفارقة العرب كافة، فخذوه وأجركم على الله، وإما أنتم قوم تخافون من أنفسكم خيفة فذروه فهو أعذر عند الله، قالوا: يا أسعد بن زرارة أمط عنا يدك، فوالله لا نذر هذه البيعة ولا نستقيلها، فقمنا إليه رجلاً رجلاً يأخذ علينا بشرطة العباس ويعطينا على ذلك الجنة.

## وفاته
قال محمد بن إسحاق: وتوفي في تلك الأشهر -أي بعد الهجرة مباشرة- أبو أمامة أسعد بن زرارة والمسجد يبنى -أي مسجد الرسول، أخذته الذبحة أو الشهقة.
وذكر الواقدي أنه مات على رأس أشهر من الهجرة رواة الحاكم في المستدرك من طريق الواقدي عن أبي الرجال، وفيه جاء بنو النجار فقالوا: يا رسول الله مات نقيبنا فنقب علينا، فقال: «أنا نقيبكم».
وقال البغوي أنه أول من مات من الصحابة بعد الهجرة وأنه أول ميت صلّى عليه النبي، وروى الواقدي من طريق عبد الله بن أبي بكر بن حزم قال: أول من دفن بالبقيع أسعد بن زرارة، وهذا قول الأنصار.
وأما المهاجرون فقالوا: أول من دفن به عثمان بن مظعون.